# Arrêté du Gouvernement wallon
Pour les articles homonymes, voir AGW.
Un arrêté du Gouvernement wallon (AGW) est un acte de type règlementaire adopté par le Gouvernement wallon et permettant de mettre en œuvre ses décisions.